# Andrej Grubačić
Andrej Grubačić é um historiador, antropólogo e ativista iugoslavo residente nos Estados Unidos que escreveu sobre zonas autônomas e ajuda mútua na história global.

## Carreira
Grubačić formou-se na Universidade de Belgrado e concluiu mestrado e doutorado na Universidade Estadual de Nova York em Binghamton. Ele leciona no California Institute of Integral Studies da Califórnia e fundou o departamento de Antropologia e Mudança Social. Grubačić edita o Journal of World-Systems Research. Ele é parte do corpo docente do Centro de Medicina Social da UC Berkeley. Living at the Edges of Capitalism (Vivendo nas margens do capitalismo), de autoria de Grubačić com Denis O'Hearn, ganhou o prêmio do livro de Economia Política do Sistema-Mundo da American Sociological Association 2017. 
Ele participou do movimento altermundialismo e apoiou projetos internacionais na Iugoslávia  e em Rojava.

## Livros
- Grubačić, Andrej, & O'Hearn, Denis (2016). Living at the edges of capitalism: Adventures in exile and mutual aid. University of California Press. ISBN 9780520287303.[7][8]
- Grubačić, Andrej (2010). Don't Mourn, Balkanize!: Essays After Yugoslavia. [S.l.]: PM Press
- Lynd, Staughton & Grubačić, Andrej (2010) From Here to There: The Staughton Lynd Reader. PM Press.
- Grubačić, Andrej; Lynd, Staughton (2008). Wobblies and Zapatistas: Conversations on Anarchism, Marxism and Radical History. [S.l.]: PM Press. ISBN 978-1-60486-041-2
- Grubačić, Andrej (2003). Globalizacija nepristajanja [The globalization of refusal] (em sérvio). Novi Sad: Svetovi. ISBN 86-7047-422-0. OCLC 64097747
- Noam Comski, Politika bez Moci. Izdavac: DAF Zagreb, 2004. ISBN 953-6956-01-2.